# Шенцев Дмитро Олексійович
Шенцев Дмитро Олексійович (28 листопада 1964 , Харків ) — колишній народний депутат України IX скликання, член фракції проросійської партії Опозиційний блок, член Комітету ВРУ з питань законодавчого забезпечення правоохоронної діяльності.

## Життєпис
Народився 28 листопада 1964 (Харків).

## Освіта
Харківський політехнічний інститут (1982—1988), «Гідропневмоавтоматика та гідропривод», отримав кваліфікацію — «інженер-механік».

## Трудова діяльність[6]
Наприкінці 1980-х років Шенцев був близьким до Новодомівського ОЗГ у Харкові, проте не приймав там активної участі, використовуючи членів тієї банди  у організації свого бізнесу шляхом постановки від свій власний контроль бізнесменів.
1990–1992 роки — заступник директора харківського дочірнього підприємства «Фортуна-сервіс» спільного підприємства "Фортуна".
1992-1994 роки — директор ВАТ «Кадіс».
У 1993-1994 роках Шенцев став довіреним обличчям Михайла Алєксєєва, який під "дахом" однієї із російських злочинних спільнот організовував гральний бізнес у різних регіонах СНД.
У 1995 році по відношенню до Дмитра Шенцева було відкрито карну справу по факту вимагання. Тоді він був затриманий правоохоронцями на 3 доби, але згодом його звільнили з-під варти, після чого переховувався. Розшук був припинений, а карна справа закрилася завдяки Сергію Стороженку. 
1999-2001 роки — комерційний директор ВАТ «НОВО»;
2001-2002 роки — директор ВАТ «Фортуна ЛТД»;
2002-2003 роки — перший заступник директора ВАТ «Корпорація АПК»;
2003-2006 роки — віце-президент «Техінпрому»

## Депутатська діяльність
У 2006 році вперше був обраний народним депутатом України 5-го скликання та 6-го скликання. У 2012 році обраний народним депутатом України сьомого скликання у територіальному виборчому окрузі № 176 (Харківська область). Як народний депутат України шостого і сьомого скликань обіймав посаду заступника голови Комітету з питань законодавчого забезпечення правоохоронної діяльності.
Увійшов до переліку «Ворогів преси-2006» через те, що у тому році напав на фотокореспондента під час засідання сесії Харківської обласної ради.
12 вересня 2008 року Шенцева обирають керівником Харківської обласної організації Партії регіонів.
Наприкінці 2010 року Дмитро Шенцев був обраний заступником лідера Партії регіонів по організації роботи однопартійців у регіонах.
16 січня 2014 року голосує за так звані «диктаторські закони».
Політик рішуче засуджував напад  на офіс Партії регіонів у Києві під час Революції Гідності:
|  | Лідери опозиції прекрасно знали про погроми, які готувалися у Києві, тому вони роблять вигляд, що напад на офіс Партії регіонів, побиття співробітників, які там перебували, у тому числі похилих людей та жінок, їм вже не вдасться. Хочу підкреслити, що ті жертви, які були сьогодні у Києві, на совісті так званих лідерів опозиції. Куратори майдана першими порушили перемир'я та більш ніж наглядно продемонстрували, що їм необхідна лише кров та розправа над політичними опонентами. Саме тому, коли Ангела Меркель приймала Яценюка и Кличко, казала з ними про мирне урегулювання ситуації, то она фактично мала справи з нападниками, які під прикриттям бойовиків, озброєних битами та "коктейлями Молотова", рвуться до влади. Але Яценюку и Кличко вигідно, колм на вулицях столиці біснуються молодчики та бойовики. Вони хочуть за допомогою терору та багаточисельних жертв здійснити антиконституційний переворот. |

26 жовтня 2014 року Дмитро Шенцев знов  був обраний народним депутатом України ВРУ VIII скликання у територіальному виборчому окрузі № 176 (Харківська область).
Член Комітету ВРУ з питань законодавчого забезпечення правоохоронної діяльності.
15 травня 2015 року увійшов до фракції партії «Опозиційний блок». У квітні 2012 року заснував Благодійну організацію «Обласний благодійний фонд Дмитра Шенцева».
18 січня 2018 року був одним з 36 депутатів, що голосували проти Закону про визнання українського суверенітету над окупованими територіями Донецької та Луганської областей.
21 вересня 2022 року ВРУ припинила депутатські повноваження Шенцева за його проханням.

## Активи
Більшість активів Шенцева оформлена його дружину Нонну та його старшого сина Микиту.
- Харківське обласне мисливче господарство «Лісомир»;
- Харківська обласна громадська організація «Харківський фонд диких тварин»;
- Харківський іподром;
- Мисливське рибне господарство «Хантер» (Борова);
- Міжнародний центр таеквон-до «Укрсіб-профі»;
- «Пасаж-ексклюзив»;
- Виробничо-будівельне підприємство «Галі» (здача в оренду власної та державної нерухомості);
- «Фортуна-сервіс»;
- «НОВО» (компанія з надання азартних ігор);
- «Фортуна ЛТД» (компанія з надання азартних ігор);
- Криптобіржа WHITEBIT (оформлена на Володимира Носова);
- Металіст 1925 (оформлена на Володимира Носова).

## Родина
Має дружину Нонну та трьох синів Микиту, Михайла та Євгена.

## Нагороди
- Медаль Пушкіна (РФ, 9 лютого 2013) — за великий внесок у збереження та популяризацію російської мови та культури за кордоном[11]
- Орден «За заслуги» III ступеня[12]
- Почесна грамота Верховної Ради України
- Почесна грамота Кабінету Міністрів України
- Орден Української Православної Церкви «Нестора Літописця»
- Орден Почаївської Ікони Божий Матері
- Орден Князя Київського Ярослава Мудрого.